# Ampiaslantto
Ampiaslantto är en ort i Gällivare kommun, Norrbottens län. I augusti fanns det enligt Ratsit nio personer över 16 år registrerade med Ampiaslantto som adress.